# 茨城県立高萩清松高等学校
茨城県立高萩清松高等学校（いばらきけんりつ たかはぎせいしょうこうとうがっこう）は、茨城県高萩市赤浜に所在する公立の高等学校。茨城県立高萩工業高等学校と茨城県立松丘高等学校を統合し、2006年（平成18年）に開校した。校地は松丘高校を継承している。校歌はマシコタツロウの作詞・作曲。

## 設置学科
- 総合学科
  - 人文科学系列
  - 自然科学系列
  - 機械テクノロジー系列
  - 情報ビジネス系列
  - 介護福祉系列
  - 生活科学系列

### 統合前にあった学科
茨城県立高萩工業高等学校
- 機械科
- 電気科

茨城県立松丘高等学校
- 普通科

## 沿革
- 1963年（昭和38年）4月 - 茨城県立高萩工業高等学校開校。
- 1975年（昭和50年）4月 - 茨城県立松丘高等学校開校。
- 2006年（平成18年）4月 - 茨城県立高萩工業高等学校と茨城県立松丘高等学校が合併して茨城県立高萩清松高等学校開校。
茨城県立高萩工業高等学校と茨城県立松丘高等学校は生徒募集を停止
- 2008年（平成20年）3月 - 茨城県立高萩工業高等学校と茨城県立松丘高等学校が閉校。

## 部活動
| 運動部 - 硬式野球部 - サッカー部 - ソフトテニス部 - 卓球部 - バスケットボール部 - バドミントン部 - バレーボール部 - ハンドボール部 - ボクシング部 | 文化部 - 吹奏楽部 - パソコン部 - アート部 (美術班、 写真班、 漫画研究班) - メカニック研究部 - 理科部 - 軽音楽部 |

## 著名な卒業生
- 三五十五（電撃ネットワーク）※旧松丘高校